# يان بيرغر (كاتب)
يان بيرغر (بالألمانية: Jan Berger)‏ هو كاتب سيناريو ألماني، ولد في 1970 في برلين في ألمانيا.

## وصلات خارجية
- يان بيرجر على موقع IMDb (الإنجليزية)
- يان بيرجر على موقع ألو سيني (الفرنسية)
- يان بيرجر على موقع أول موفي (الإنجليزية)
- يان بيرجر على موقع قاعدة بيانات الأفلام السويدية (السويدية)
- يان بيرجر على موقع قاعدة بيانات الفيلم (الإنجليزية)
- يان بيرجر على موقع كينوبويسك (الروسية)